# Olivier Weber
Olivier Weber, född 12 juni 1958 i Montluçon, är en fransk författare, journalist, reseskildrare och ambassadör.

## Karriär
Olivier Weber är en fransk författare, journalist och akademiker. Kriget reporter. Joseph Kessel-priset, Albert Londres-priset. Reseskildrare.
Efter studier i ekonomi och antropologi arbetade Weber i många år som utrikeskorrespondent med uppdrag i över femtio olika länder.
Weber har arbetat som reporter och krigsreporter i Libération, The Sunday Times, The Guardian, Globe, Les Nouvelles Littéraires, Le Point sedan den startades 1982. 
Han har omfattat ett tjugotal krig och konflikter, inklusive krig och väpnade konflikter i Afghanistan, Irak, Myanmar, Kurdistan, Tjetjenien, Israel, de palestinska områdena, Tchad, Pakistan, Kashmir, Algeriet, Iran, Armenien, Ryssland, Kosovo, Sri Lanka, Västsahara, Östtimor  och Eritrea. För närvarande allmän ambassadör för Frankrike.

## Litterära utmärkelser
- Lazareff priset 1991
- Albert-Londres priset 1992
- Priset Prix spécial des correspondants de guerre Ouest-France 1997
- Priset Deuxième prix des correspondants de guerre 1997
- Joseph Kessel priset 1998
- Mumm priset 1999
- Prix de l’aventure 1999
- Lauréat de la Fondation Journaliste demain
- Prix du Festival international des programmes audiovisuels 2001
- Laurier de l'audiovisuel 2001
- Louis Pauwels priset 2002
- Prix spécial du de grand reportage d'actualités 2003
- Prix du Public du Festival international de grand reportage d'actualités 2003
- Cabourg priset 2004
- Académie de Vichy priset 2005
- Lauréat de la Bourse "Écrivains Stendhal" du ministère des Affaires étrangères 2001 et 2005[3]
- Trophée de l'Aventure pour le film La Fièvre de l'or, adapté de son livre J'aurai de l'or sur l'Amazonie 2008[4]
- Chevalier de la Légion d'honneur en 2009[5]
- Terra Festival priset 2010[6]
- Amerigo Vespucci priset 2011
- Prix des Romancières 2016[7] · [8]
- Prix du Livre Européen et Méditerranéen (European and Mediterranean book prize) 2017.

## Filmografi
- Dokumentär : Sudan: The Slave Children, France 2, 1998.
- Dokumentär : The Opium of talibans, french channels and theaters, 2001, Special Prize of FIPA.
- Dokumentär : Return to Cambodia, France 5, 2002[53],[9] · [10].
- Dokumentär : On the road of Ganga, Arte, 2003, prize of the Public of Figra and Prize of Image of Figra.[11]
- Dokumentär : On the road of Nile, France 5, 2007.[12]
- Dokumentär : The People of Opium (Le Peuple de l'opium), Canal Plus, 2007.[13]
- Dokumentär : Cursed for gold (La Fièvre de l'Or), Canal Plus and France 2, in french theaters in october 2008[14] · .[15] · .[16]
- Dokumentär : Röda khmererna, France 2, 2011.
- Dokumentär : Bortom Ljuset, France Télévisions, 2017.